# Goltakuri
Goltakuri (nep. गोल्टाकुरी) – gaun wikas samiti w zachodniej części Nepalu w strefie Rapti w dystrykcie Dang Deokhuri. Według nepalskiego spisu powszechnego z 2001 roku liczył on 931 gospodarstw domowych i 5285 mieszkańców (2732 kobiet i 2553 mężczyzn).